# Бебрина

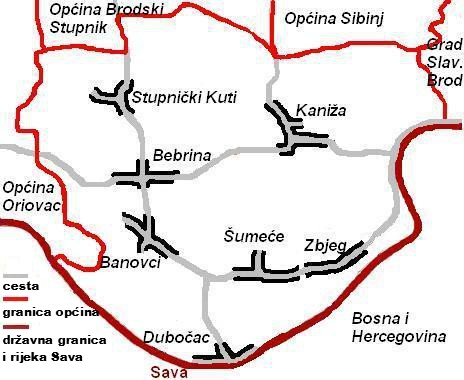
Карта громади Бебрина

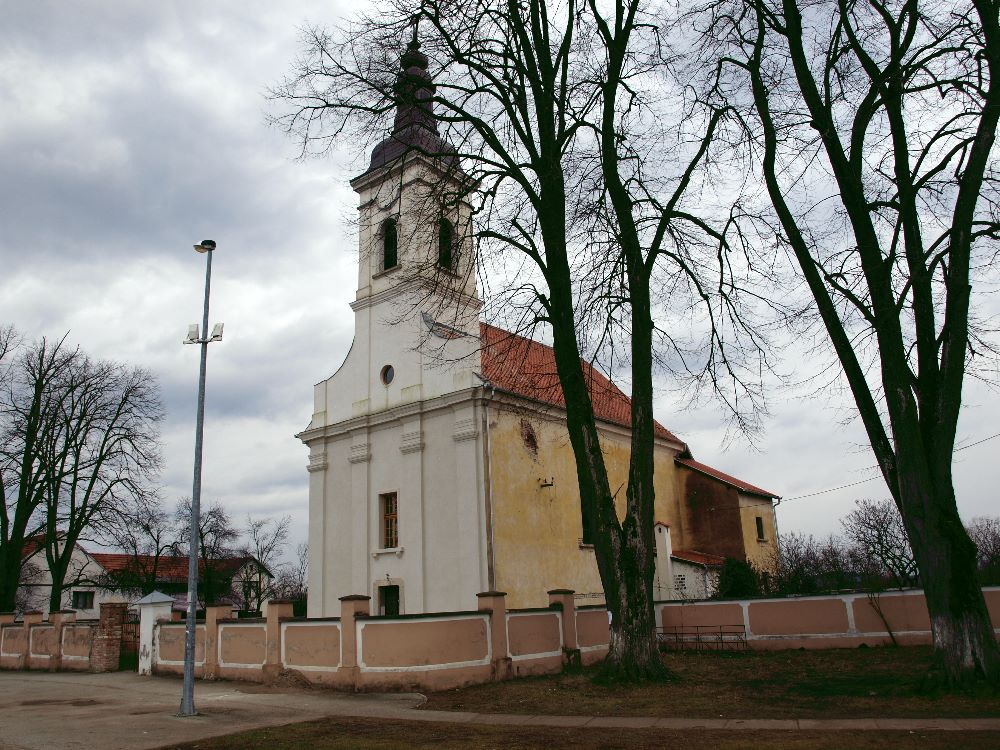
Церква у Бебрині

Бе́брина (хорв. Bebrina) — село в Хорватії, в області Славонія, адміністративний центр однойменної громади, що входить до складу Бродсько-Посавської жупанії.

## Положення
Бебрина лежить у долині річки Сава за 20 км на південний захід від Славонського Броду, з яким сполучена автотрасою. Однойменна громада простягається вздовж річки Сава. Одне зі сіл громади, Дубочац, розмістилося на самому березі Сави.

## Населення
Населення громади за даними перепису 2011 року становило 3252 осіб, 9 з яких назвали рідною українську мову. Населення самого поселення становило 494 осіб.
Динаміка чисельності населення громади:
Динаміка чисельності населення центру громади:

### Етнічний склад (станом на2001р.)
- Хорвати — 3312 (93,53%)
- Українці — 107 (3,02%)
- Серби — 64 (1,81%)
- Словенці — 3
- Албанці — 2
- Поляки — 2
- Росіяни — 2
- Словаки — 1
- Інші — 5 (0,14%)
- Не визначилися — 38 (1,07%)
- Невідомі — 5 (0,14%)

## Населені пункти
Крім поселення Бебрина, до громади також входять: 
- Бановці
- Дубочаць
- Канижа
- Ступницькі Кути
- Шумече
- Збєг

## Клімат
Середня річна температура становить 11,27°C, середня максимальна – 26,18°C, а середня мінімальна – -6,43°C. Середня річна кількість опадів – 810 мм.
| Клімат поселення                              | Клімат поселення | Клімат поселення | Клімат поселення | Клімат поселення | Клімат поселення | Клімат поселення | Клімат поселення | Клімат поселення | Клімат поселення | Клімат поселення | Клімат поселення | Клімат поселення | Клімат поселення |
| Показник                                      | Січ.             | Лют.             | Бер.             | Квіт.            | Трав.            | Черв.            | Лип.             | Серп.            | Вер.             | Жовт.            | Лист.            | Груд.            |                  |
| Середній максимум, °C                         | 6,32             | 8,74             | 13,39            | 17,99            | 23,12            | 26,18            | 25,90            | 25,05            | 21,12            | 15,80            | 10,00            | 5,90             |                  |
| Середня температура, °C                       | −0,08            | 2,40             | 7,00             | 11,60            | 16,74            | 19,80            | 21,59            | 20,70            | 16,80            | 11,50            | 5,69             | 1,54             |                  |
| Середній мінімум, °C                          | −6,43            | −4               | 0,62             | 5,22             | 10,38            | 13,42            | 17,24            | 16,40            | 12,50            | 7,20             | 1,32             | −2,8             |                  |
| Норма опадів, мм                              | 52               | 52               | 50               | 61               | 74               | 98               | 71               | 66               | 58               | 76               | 84               | 68               |                  |
| Середньомісячна швидкість вітру, м/с          | 1.60             | 1.90             | 2.20             | 2.14             | 1.90             | 1.80             | 1.79             | 1.60             | 1.53             | 1.55             | 1.60             | 1.70             |                  |
| Середньомісячна сонячна радіація, кДж/м²·день | 4297             | 7046             | 10988            | 15395            | 19330            | 21452            | 22556            | 20584            | 15019            | 9192             | 4880             | 3603             |                  |
| --------------------------------------------- | ---------------- | ---------------- | ---------------- | ---------------- | ---------------- | ---------------- | ---------------- | ---------------- | ---------------- | ---------------- | ---------------- | ---------------- | ---------------- |
| Джерело:                                      |                  |                  |                  |                  |                  |                  |                  |                  |                  |                  |                  |                  |                  |

## Управління
Керує громадою член ХДС Степан Якич, голова муніципальної ради — його однопартієць Мійо Белегич. День громади відзначається 18 квітня.

## Історія
У Бебрині є православний Преображенський храм, розвалений під час Вітчизняної війни.